# Koziny (województwo warmińsko-mazurskie)
Koziny – osada w Polsce położone na Pojezierzu Iławskim w województwie warmińsko-mazurskim, w powiecie iławskim w gminie Zalewo, nad południowym brzegiem jeziora Ewingi.
Osada należy do sołectwa Dobrzyki.
W latach 1975–1998 miejscowość administracyjnie należała do województwa olsztyńskiego.
Osada wzmiankowana w dokumentach z roku 1279, jako wieś pruska na 11 włókach. Pierwotne nazwy Teilo, Kezin najprawdopodobniej wywodzą się z języka pruskiego, gdzie 'teilo' oznacza pole: Teilo Kezin to pole Prusa Keysa. W roku 1782 we wsi odnotowano 9 domów (dymów), natomiast w 1858 w 9 gospodarstwach domowych było 73 mieszkańców. W latach 1937–39 było 42 mieszkańców. W roku 1973 jako osada Koziny należały do powiatu morąskiego, gmina i poczta Zalewo.